# Helmut Osterloh
Helmut Osterloh (* 16. Dezember 1967; † 29. Juli 2015) war ein deutscher Poolbillardspieler. Er wurde 2002 Deutscher Meister.

## Karriere
Bei der Deutschen Meisterschaft 2002 gewann Helmut Osterloh das Finale des 8-Ball-Pokals gegen Thorsten Hohmann und wurde somit Deutscher Meister. 2003 gewann er im 8-Ball-Pokal die Bronzemedaille.
Im Februar 2008 erreichte Osterloh mit dem 33. Platz bei den French Open sein bestes Ergebnis auf der Euro-Tour. Bei der Deutschen Senioren-Meisterschaft 2013 gelangte er im 8-Ball ins Viertelfinale. 2014 erreichte er im 8-Ball und im 10-Ball das Achtelfinale.
Hauptberuflich war Helmut Osterloh selbständiger Dachdecker.